# Yellow Birds
Yellow Birds (titre original : The Yellow Birds) est un roman écrit par Kevin Powers et édité par Little, Brown and Company en 2012 puis traduit en français et publié aux éditions Stock en 2013. Il a remporté le Guardian First Book Award 2012.

## Adaptation cinématographique
Une adaptation cinématographique, réalisée par Alexandre Moors, est sortie en 2017.